# Detroit Heralds
Die Detroit Heralds, in der Spielzeit 1921 Detroit Tigers, war eine American-Football-Mannschaft die in den Jahren 1920 und 1921 in der American Professional Football Association (APFA), der Vorläufer-Liga der NFL spielte.

## Geschichte
Im Jahr 1905 konnte die University of Detroit aus finanziellen Gründen keine Football-Mannschaft aufstellen. Der Student William (Bill) Marshall organisierte und trainierte deshalb selbst eine Mannschaft unter dem Namen „Detroit Heralds“. Als in den folgenden Jahren die Universität wieder selbst eine Mannschaft stellte, blieben die Heralds aktiv. Ab 1911 trat die Mannschaft als halbprofessionelles Team in Erscheinung. Die Mannschaft spielte, obwohl sie in Michigan beheimatet war, ab ca. 1914 vorrangig gegen Mannschaften aus Ohio, in der halboffiziellen Ohio League. 1916 wurde John Roesink, Eigentümer des Mack Parks, Manager des Teams. In der Folge wurden die bisherigen, meist aus Detroit stammenden und meist seit 1905 aktiven Spieler ersetzt. Die Detroit Heralds galten als das beste Team in Detroit und in ganz Michigan. Während des Ersten Weltkrieges 1918 spielte die Mannschaft im Gegensatz zu anderen Teams keinen reduzierten Spielplan. Als 1919 die Spieler der gegnerischen Teams aus dem Krieg zurückgekehrt waren, konnten die Detroit Heralds an die Erfolge des Vorjahres nicht anknüpfen.
Bill Marshall oder ein anderer Vertreter der Detroit Heralds war nicht an den Versammlungen zur Gründung der APFA im Herbst 1920 anwesend, nichtsdestotrotz spielte das Team 1920 ausschließlich gegen andere APFA-Mannschaften und wurde in der Endtabelle der Liga aufgeführt. Die Saison beendete das Team mit zwei Siegen, drei Niederlagen und drei Unentschieden.
Für das Jahr 1921 benannte man sich in Detroit Tigers, nach dem Baseball-Team der Stadt, um. Es gelang bei fünf Niederlagen, einem Unentschieden nur ein Sieg. Das defizitäre Team konnte die Ausgaben nicht mehr decken und die Spieler bezahlen. Der Spielbetrieb wurde daraufhin eingestellt. Einige Spieler wechselten in der laufenden Saison zu den Buffalo All-Americans. Roesink betrieb das Team noch bis ca. 1930 weiter, nahm jedoch an keinem regulärem Ligabetrieb mehr teil.
Die Mannschaft spielte zunächst im Stadion der Universität. Um Einnahmen erzielen zu können, wechselte man später zu anderen Spielorten. Ab 1910 spielte das Team auf Belle Isle und im Mack Park. In den Jahren 1914 und 1915 wurde im Packard Park gespielt. Ab 1916 war Navin Field der hauptsächliche Spielort. Einzelne Spiele fanden 1918 und 1920 im Mack Park statt.

## Uniform
1920 spielten die Detroit Heralds mit roten Jerseys mit rot-weiß gestreiften Ärmeln. 1921 spielten die Detroit Tigers in schwarz-orange gestreiften Jerseys mit weißen Ziffern.

## Statistik
| Saison          | Liga            | Siege           | Niederlagen     | Unentschieden   | Punkte erzielt  | Punkte zugelassen | Platzierung     | Head Coach      |
| Detroit Heralds | Detroit Heralds | Detroit Heralds | Detroit Heralds | Detroit Heralds | Detroit Heralds | Detroit Heralds   | Detroit Heralds | Detroit Heralds |
| --------------- | --------------- | --------------- | --------------- | --------------- | --------------- | ----------------- | --------------- | --------------- |
| 1905            |                 |                 |                 |                 |                 |                   |                 | Bill Marshall   |
| 1906            |                 |                 |                 |                 |                 |                   |                 | Bill Marshall   |
| 1907            |                 |                 |                 |                 |                 |                   |                 | Bill Marshall   |
| 1908            |                 |                 |                 |                 |                 |                   |                 | Bill Marshall   |
| 1909            |                 |                 |                 |                 |                 |                   |                 | Bill Marshall   |
| 1910            |                 | 3               | 0               | 0               | 106             | 0                 |                 | Bill Marshall   |
| 1911            |                 | 5               | 0               | 1               | 97              | 0                 |                 | Bill Marshall   |
| 1912            |                 | 5               | 2               | 1               | 310             | 33                |                 | Bill Marshall   |
| 1913            |                 |                 |                 |                 |                 |                   |                 | Bill Marshall   |
| 1914            | Ohio League     | 8               | 0               | 1               | 190             | 6                 |                 | Bill Marshall   |
| 1915            | Ohio League     | 7               | 1               | 1               | 153             | 22                |                 | Bill Marshall   |
| 1916            | Ohio League     | 6               | 5               | 0               | 148             | 84                |                 | Bill Marshall   |
| 1917            | Ohio League     | 8               | 2               | 0               | 219             | 20                |                 | Bill Marshall   |
| 1918            | Ohio League     | 6               | 2               | 0               | 120             | 43                |                 | Bill Marshall   |
| 1919            | Ohio League     | 1               | 4               | 2               | 29              | 57                |                 | Bill Marshall   |
| 1920            | APFA            | 2               | 3               | 3               | 53              | 82                | 9.              | Bill Marshall   |
| Detroit Tigers  |                 |                 |                 |                 |                 |                   |                 |                 |
| 1921            | APFA            | 1               | 5               | 1               | 19              | 109               | 16.             | Bill Marshall   |

## Namhafte Spieler
- Clarence Horning, Tackle, spielte von 1919 bis 1921 für die Detroit Heralds/Tigers
- Tillie Voss, Tackle, spielte 1921 für die Tigers